# Revenge Body with Khloé Kardashian
In Forma con Khloé Kardashian è un reality statunitense con protagonista Khloé Kardashian, andato in onda sulla rete via cavo E!, il 12 gennaio 2018. Annunciata il 16 dicembre 2015, la serie di sei episodi vede due persone in ogni episodio che ottengono un restyling utilizzando l'assistenza di personal trainer e stilisti che contribuiscono a una "grande trasformazione esterna ed interna". Sono stati ordinati sei episodi di un'ora. Un'anteprima speciale è stata trasmessa il 23 novembre 2017. Il 18 aprile 2019, E! ha rinnovato il reality per una seconda stagione trasmessa in anteprima il 7 gennaio 2020.

## Episodi

### Prima Stagione
| n° | Titolo                                     | Prima TV USA     |
| -- | ------------------------------------------ | ---------------- |
| 1  | "Muscle Club & The Duff"                   | 12 gennaio 2017  |
| 2  | "Softball Sweethearts & Former Footballer" | 18 gennaio 2017  |
| 3  | "Revenge-ance & Uber-entitled"             | 26 gennaio 2017  |
| 4  | "The Former Addict & the Future Bride"     | 02 febbraio 2017 |
| 5  | "Untying the Knot & Giraffically Sexy"     | 09 febbraio 2017 |
| 6  | "The Lost Voice & Half-Baked"              | 16 febbraio 2017 |
| 7  | "From Mom to MILF"                         | 23 febbraio 2017 |
| 8  | "Typecast & Camera Shy"                    | 02 marzo 2017    |

### Seconda Stagione
| n° | Titolo                                       | Prima TV USA     |
| -- | -------------------------------------------- | ---------------- |
| 1  | "Web of Lies & Mommy Issues"                 | 07 gennaio 2018  |
| 2  | "Invisible Girl & Living a Lie"              | 14 gennaio 2018  |
| 3  | "Model, Interrupted & The Basic Bitch"       | 15 gennaio 2018  |
| 4  | "Lost Identity & Never Been Kissed"          | 21 gennaio 2018  |
| 5  | "Binge Eating Bachelorette & Drill Sergeant" | 11 febbraio 2018 |
| 6  | "Eye of the Tiger & The Other Woman"         | 18 febbraio 2018 |
| 7  | "The Excuse Queen & The Pop Star"            | 25 febbraio 2018 |
| 8  | "The Odd Couple & the Ex Factor"             | 04 marzo 2018    |

## Trasmissione
A livello internazionale, la serie ha debuttato in Australia in simulcast con la prima statunitense il 13 gennaio 2017.
La serie è stata trasmessa in Nuova Zelanda il 13 gennaio 2017 sul canale E!.
La serie è stata anche trasmessa in Australia dal giugno 2018 sul canale Nine Network.
In Italia la serie viene trasmessa a partire dal 13 gennaio 2019 su Lei.

## Versioni internazionali
- Grecia: Epsilon TV ha acquistato i diritti di Revenge Body per la Grecia e Cipro e ha annunciato un adattamento in lingua greca, che verrà trasmesso nell'ottobre 2020. Sarà presentato da Ioanna Lili.